# ¡Bienvenido, presidente!
Benvenuto Presidenteǃ es una película cómica italiana de 2013 dirigida por Riccardo Milani y protagonizada por Claudio Bisio. 

## Sinopsis
Giuseppe Garibaldi (Claudio Bisio) es un bibliotecario modesto de un pequeño pueblo de Piamonte. Le encanta leer y transmitir cultura a los niños, a pesar de la falta de fondos de la biblioteca. Mientras tanto, en Roma, el Presidente de la República se ve obligado a renunciar, y ninguno de los líderes políticos puede ponerse de acuerdo sobre a quien proponer como sucesor. Como resultado, todos los líderes del partido decidieron votar por una figura histórica como un voto de protesta. Sin embargo, sin querer, todos terminan eligiendo "Giuseppe Garibaldi". Cuando se confirma la votación, los líderes del partido están asombrados y optan por anular inmediatamente la votación. Sin embargo, el problema es que hay un ciudadano con el mismo nombre, por lo que, por ley, tiene que convertirse en presidente. Ese hombre era el bibliotecario del pueblo, que a su vez es pescador. Los líderes querían que él renunciara, pero cuando se niega, intentan convertirlo en una marioneta. Una vez que Giuseppe se convierte en presidente, inmediatamente se da cuenta del mundo cruel de la política italiana. Giuseppe, que es un hombre amigable y de buena fe, comienza a hacer buenas obras, ganando el apoyo popular. Mientras tanto, el líder del partido de centro-derecha quiere derrotarlo. 

## Reparto
- Claudio Bisio como Giuseppe 'Peppino' Garibaldi.
- Kasia Smutniak como Janis Clementi.
- Omero Antonutti como Secretario General Ranieri.
- Remo Girone como Morelli.
- Giuseppe Fiorello como líder de centro derecha.
- Cesare Bocci como líder de Liga Norte.
- Massimo Popolizio como líder de centro-izquierda.
- Franco Ravera como Luciano Cassetti.
- Gianni Cavina como el Sr. Fausto
- Michele Alhaique como Piero Garibaldi.
- Patrizio Rispo como General Cavallo.
- Pietro Sarubbi como Presidente de Brasil.
- Piera Degli Esposti como la madre de Janis.
- Gigio Morra como el vagabundo.
- Pupi Avati, Lina Wertmüller y Gianni Rondolino como las potencias.

## Producción
La película fue producida por Indigo Film junto con Rai Cinema, en asociación con Morato Pane S.p.a., BNL - Gruppo BNP PARIBAS y FIP (Film Investimenti Piemonte). La Comisión de Cine de Turín, Piamonte y el Programa MEDIA de la Unión Europea también han brindado su apoyo.

### Casting
Nicola Giuliano, antes de confiar el papel a Claudio Bisio, propuso el tema tanto a Roberto Benigni como a Carlo Verdone.
Los periodistas de Sky TG 24, Helga Cossu y Roberto Tallei, realizaron un cameo en la película. Además, Lina Wertmüller, Pupi Avati, Gianni Rondolino y Steve Della Casa también realizan en un breve cameo como "las potencias" con los que se encuentran los tres políticos corruptos. 

### Rodaje
La mayoría de las escenas de la película fueron filmadas en Turín y Piamonte. Entre los lugares se encuentran el Palacio Real, la Academia de Ciencias de Turín, la Reggia di Venaria y algunos pueblos de la alta Valsusa, incluida la aldea Bousson de Cesana Torinese, donde se celebra la boda en la iglesia del siglo XVI de la Madonna della Neve. Las escenas ambientadas en el Palacio del Quirinal fueron filmadas en el Palazzo Civico de Turín.
Las escenas ambientadas en el Palazzo Montecitorio se filmaron en realidad en la sede de la Cámara de Diputados en los primeros días de enero de 2013, mientras que las sesiones parlamentarias se detuvieron durante las vacaciones por la Navidad.

## Distribución
La película fue distribuida por 01 Distribution y exhibida en cines a partir del 21 de marzo de 2013. Se recaudó alrededor de €8 500 000.

## Secuela
Una secuela fue estrenada el 28 de marzo de 2019. Protagonizada por Claudio Bisio y Sarah Felberbaum, fue dirigida por Giancarlo Fontana y Giuseppe G. Stasi.